# 自衛隊宮崎地方協力本部
自衛隊宮崎地方協力本部（じえいたいみやざきちほうきょうりょくほんぶ、Miyazaki Provincial Cooperation Office）は、宮崎県宮崎市東大淀2丁目1-39に所在する、自衛隊地方協力本部のひとつ。陸・海・空自衛隊共同の機関だが、通常は陸上自衛隊の西部方面総監の指揮監督下にある。管轄する地域における防衛省・自衛隊の総合窓口として宮崎県管内で活動する。

## 沿革
- 1954年（昭和29年）7月5日 - 陸上自衛隊の機関として陸上自衛隊宮崎地方連絡部が編成[2]。
- 1956年（昭和31年）8月1日 - 自衛隊法施行令の一部改正により地方連絡部が陸海空自衛隊の共同機関となり、自衛隊宮崎地方連絡部に改編[3]
- 2006年（平成18年）7月31日 - 自衛隊宮崎地方協力本部に改編

## 出先機関
- 宮崎募集案内所　担当地区：宮崎市、国富町、綾町
- 延岡出張所　担当地区：延岡市、日之影町、高千穂町、五ヶ瀬町
- 日向地域事務所　担当地区：日向市、門川町、美郷町、諸塚村、椎葉村
- 日南地域事務所　担当地区：日南市、串間市
- 都城地域事務所　担当地区：都城市、三股町
- 小林地域事務所　担当地区：小林市、えびの市、高原町
- 新田原分駐所　担当地区：西都市、木城町、川南町、都農町、高鍋町、新富町、西米良村（新田原基地内）
- 都城援護センター　（都城駐屯地内）
- えびの援護センター　（えびの駐屯地内）

## 主要幹部
| 官職名                   | 階級    | 氏名     | 補職発令日     | 前職                             |
| ------------------------ | ------- | -------- | -------------- | -------------------------------- |
| 自衛隊宮崎地方協力本部長 | 1等空佐 | 壱岐香里 | 2025年03月24日 | 航空支援集団司令部防衛部防衛課長 |

| 代 | 階級    | 氏名       | 在職期間                                                    | 出身校・期                  | 前職                                                    | 後職                                                  |
| -- | ------- | ---------- | ----------------------------------------------------------- | --------------------------- | ------------------------------------------------------- | ----------------------------------------------------- |
| 01 | 2等陸佐 | 佐藤竹雄   | 1954年07月05日 - 1959年03月16日                             | 法政大学 昭和8年卒          | 保安隊施設補給廠副廠長                                  | 自衛隊宮崎地方連絡部付                                |
| 02 | 2等陸佐 | 下薗秀男   | 1959年03月17日 - 1962年07月31日 ※1961年07月01日 1等陸佐昇任 | 陸士48期                    | 第8普通科連隊第1大隊長 （2等陸佐）                      | 第2教育連隊長 兼 相浦駐とん地司令                     |
| 03 | 1等陸佐 | 土持則正   | 1962年08月01日 - 1965年07月15日                             | 陸士49期                    | 第8混成団監察隊長                                       | 中部方面総監部募集課長                                |
| 04 | 1等陸佐 | 小川喜努男 | 1965年07月16日 - 1966年07月15日                             | 陸士49期                    | 北部方面総監部総務課長                                  | 自衛隊熊本地方連絡部長                                |
| 05 | 1等空佐 | 野間秀太   | 1966年07月16日 - 1968年07月15日                             | 東京帝国大学 昭和18年卒     | 航空総隊司令部監理部長                                  | 航空自衛隊第3補給処付 →1968年10月1日 同副処長         |
| 06 | 1等空佐 | 高杉文造   | 1968年07月16日 - 1970年07月15日                             | 陸士55期                    | 中部航空警戒管制団第1警戒群司令 兼 笠取山分とん基地司令 | 航空自衛隊第5術科学校第1教育部長                      |
| 07 | 事務官  | 岡村祐夫   | 1970年07月16日 - 1973年07月31日                             | 九州帝国大学 昭和22年卒     | 海上幕僚監部総務部人事課 職員班長                       | 防衛大学校総務部会計課長                              |
| 08 | 1等空佐 | 餅田守     | 1973年08月01日 - 1975年07月15日                             | 陸士58期                    | 航空幕僚監部人事教育部教育課 計画班長                   | 西部航空警戒管制団副司令                              |
| 09 | 1等空佐 | 山下和男   | 1975年07月16日 - 1977年07月31日                             | 第七高等学校・ 13期公募幹部 | 第2高射群副司令                                         | 第3高射群司令                                         |
| 10 | 1等空佐 | 中西昭雄   | 1977年08月01日 - 1979年06月30日                             | 浪速大学・ 9期幹候（陸）    | 航空自衛隊幹部学校                                      | 航空学生教育隊司令                                    |
| 11 | 1等空佐 | 有富義仁   | 1979年07月01日 - 1981年07月31日                             | 中央大学 昭和32年卒         | 航空幕僚監部監理部総務課総務班長                        | 航空幕僚監部監理部総務課勤務                          |
| 12 | 1等空佐 | 高瀬谷欣也 | 1981年08月01日 - 1983年07月31日                             | 防大3期                     | 航空幕僚監部監理部総務課総務班長                        | 統合幕僚会議事務局第1幕僚室勤務                       |
| 13 | 1等空佐 | 木村尚紀   | 1983年08月01日 - 1985年07月31日                             | 防大4期                     | 航空幕僚監部防衛部調査第2課 情報計画班長                | 航空自衛隊幹部学校勤務                                |
| 14 | 1等空佐 | 葦津和親   | 1985年08月01日 - 1987年07月06日                             | 防大6期                     | 航空幕僚監部技術部技術第1課 計画班長                    | 航空幕僚監部技術部技術第2課長                         |
| 15 | 1等空佐 | 宮本正壽   | 1987年07月07日 - 1989年07月31日                             | 防大8期                     | 航空幕僚監部人事教育部人事課勤務                        | 第4航空団勤務                                         |
| 16 | 1等空佐 | 津金澤洋實 | 1989年08月01日 - 1991年07月31日                             | 防大10期                    | 航空幕僚監部技術部技術第1課 誘導武器班長                | 航空自衛隊幹部学校勤務                                |
| 17 | 1等空佐 | 内山好夫   | 1991年08月01日 - 1993年06月30日                             | 防大13期                    | 航空幕僚監部人事教育部人事課 人事第1班長                | 航空幕僚監部人事教育部教育課長                        |
| 18 | 1等空佐 | 山本隆之   | 1993年07月01日 - 1995年06月29日                             | 防大15期                    | 航空幕僚監部防衛部防衛課研究班長                        | 航空幕僚監部人事教育部教育課長                        |
| 19 | 1等空佐 | 林國満     | 1995年06月30日 - 1998年03月25日                             | 防大17期                    | 航空幕僚監部監理部総務課総務班長                        | 第7航空団副司令                                       |
| 20 | 1等空佐 | 岡村雄司   | 1998年03月26日 - 2000年03月31日                             | 防大17期                    | 航空幕僚監部防衛部運用課訓練調整官                      | 北部航空方面隊司令部防衛部長                          |
| 21 | 1等空佐 | 田中仁     | 2000年04月01日 - 2002年07月31日                             | 防大20期                    | 航空支援集団司令部防衛部 航空管制課長                   | 航空自衛隊幹部学校計画課長                            |
| 22 | 1等空佐 | 本村久郎   | 2002年08月01日 - 2004年07月31日                             | 防大21期                    | 第4航空団飛行群司令                                     | 西部航空方面隊司令部幕僚長                            |
| 23 | 1等空佐 | 杉崎信之   | 2004年08月01日 - 2006年08月03日                             | 防大26期                    | 航空幕僚監部人事教育部援護業務課 計画班長               | 航空自衛隊第1補給処東京支処長 兼 十条基地司令         |
| 24 | 1等空佐 | 宇都定史   | 2006年08月04日 - 2008年07月31日                             | 防大27期                    | 航空幕僚監部人事教育部 教育課術科教育班長               | 航空自衛隊第1補給処東京支処長 兼 十条基地司令         |
| 25 | 1等空佐 | 鎌田修一   | 2008年08月01日 - 2010年07月31日                             | 防大30期                    | 航空幕僚監部防衛部 情報通信課計画班長                   | 中部航空警戒管制団 整備補給群司令                     |
| 26 | 1等空佐 | 林英治     | 2010年08月01日 - 2012年07月25日                             | 青山学院大学・ 77期幹候     | 航空幕僚監部防衛部装備体系課 装備体系第2班長            | 第4高射群司令                                         |
| 27 | 1等空佐 | 西谷正文   | 2012年07月26日 - 2014年07月31日                             | 高知大大院・ 75期幹候       | 航空自衛隊第1補給処東京支処長 兼 十条基地司令           | 西部航空方面隊司令部総務部長                          |
| 28 | 1等空佐 | 菊田哲     | 2014年08月01日 - 2016年07月30日                             | 防大28期                    | 航空教育隊副司令                                        | 航空開発実験集団司令部総務部長                        |
| 29 | 1等空佐 | 植村茂己   | 2016年07月31日 - 2018年10月27日                             | 防大32期                    | 航空救難団整備群司令                                    | 航空自衛隊補給本部総務部長                            |
| 30 | 1等空佐 | 荒井将人   | 2018年10月28日 - 2020年10月12日                             | 法政大学・ 83期幹候         | 航空支援集団司令部法務官                                | 航空警務隊副司令                                      |
| 31 | 1等空佐 | 石原信也   | 2020年10月13日 - 2023年01月31日                             | 防大38期                    | 航空幕僚監部運用支援・情報部 情報課情報運用室長         | 作戦情報隊作戦情報処理群司令                          |
| 32 | 1等空佐 | 黒子一也   | 2023年02月01日 - 2025年03月23日                             | 防大37期                    | 第5航空団副司令                                         | 航空自衛隊第4補給処木更津支処長 兼 木更津分屯基地司令 |
| 33 | 1等空佐 | 壱岐香里   | 2025年03月24日 -                                            | 宮崎公立大学・ 89期幹候     | 航空支援集団司令部防衛部防衛課長                        |                                                       |